# Europaportalen
Europaportalen är en svensk nättidning med fokus på nyheter om svensk EU-politik, Europeiska unionen och Europa.

## Om Europaportalen
Tidningen startade under 2000 av ett tiotal fackförbund och Svenskt Näringsliv. Europaportalen har redaktioner i Stockholm och Bryssel. Nättidningen beskrivit sig 2009 som allpartisk snarare än opartisk, med vilken man menar att man företräder åsikter över hela det politiska spektrumet. I februari 2022 beskriver tidningen sig dock som opartisk.
Europaportalen finansieras genom medlems- och annonsintäkter. Sedan 2020 mottar tidningen redaktionsstöd. Sedan oktober 2020 är nättidningen frivilligt ansluten till det medieetiska systemet.
Europaportalen har uppmärksammats för flera av sina avslöjanden. Däribland hur EU-parlamentariker ofta trycker fel vid omröstningar; kontakten mellan EU-parlamentariker och lobbyister; samt svenska EU-parlamentarikers ovilja att redovisa hur de använder sina anslagna medel.

## Ägare
Tidningen grundades av arbetarrörelsens i Sverige. Europaportalen drivs av den ideella föreningen Europaportalen.se. Medlemmar i den ideella föreningen var i februari 2022:
- Akademikerförbundet SSR
- Byggnadsarbetareförbundet
- DIK
- Elektrikerförbundet
- Fackförbundet ST
- Fackliga röster för Europa
- Fastighetsanställdas Förbund
- Finansförbundet
- GS Facket för skogs-, trä- och grafisk bransch
- Handelsanställdas förbund
- Hotell- och restaurangfacket
- IF Metall
- Kommunalarbetareförbundet
- Landsorganisationen (LO)
- Livsmedelsarbetareförbundet
- Pappersindustriarbetareförbundet
- SRAT
- Svenskt Näringsliv
- Sveriges akademikers centralorganisation (SACO)
- Sveriges Kommuner och Regioner (SKR)
- Tjänstemännens Centralorganisation (TCO)
- Transportarbetareförbundet
- Unionen
- Vision
- Vårdförbundet